# Chambeyronia
Chambeyronia es un género con dos especies de plantas con flores de la familia  de las palmeras Arecaceae.  
Es originario de Nueva Caledonia, donde es un símbolo de la biodiversidad del archipiélago.

## Taxonomía
El género fue descrito por Vieill. ex Brongn. & Gris y publicado en Bulletin de la Société Linnéenne de Normandie ser. 2. 6: 229. 1872[1873].
Etimología
El nombre del género es llamado así por Charles-Marie-Léon Chambeyron (1827-1891), oficial naval francés e hidrógrafo, que cartografió gran parte de la costa de Nueva Caledonia y  asistió a Eugène Vieillard en la exploración de la isla. (J. Dransfield et al. 2008)

## Especies
- Chambeyronia lepidota
- Chambeyronia macrocarpa